# Schwimmblattzone

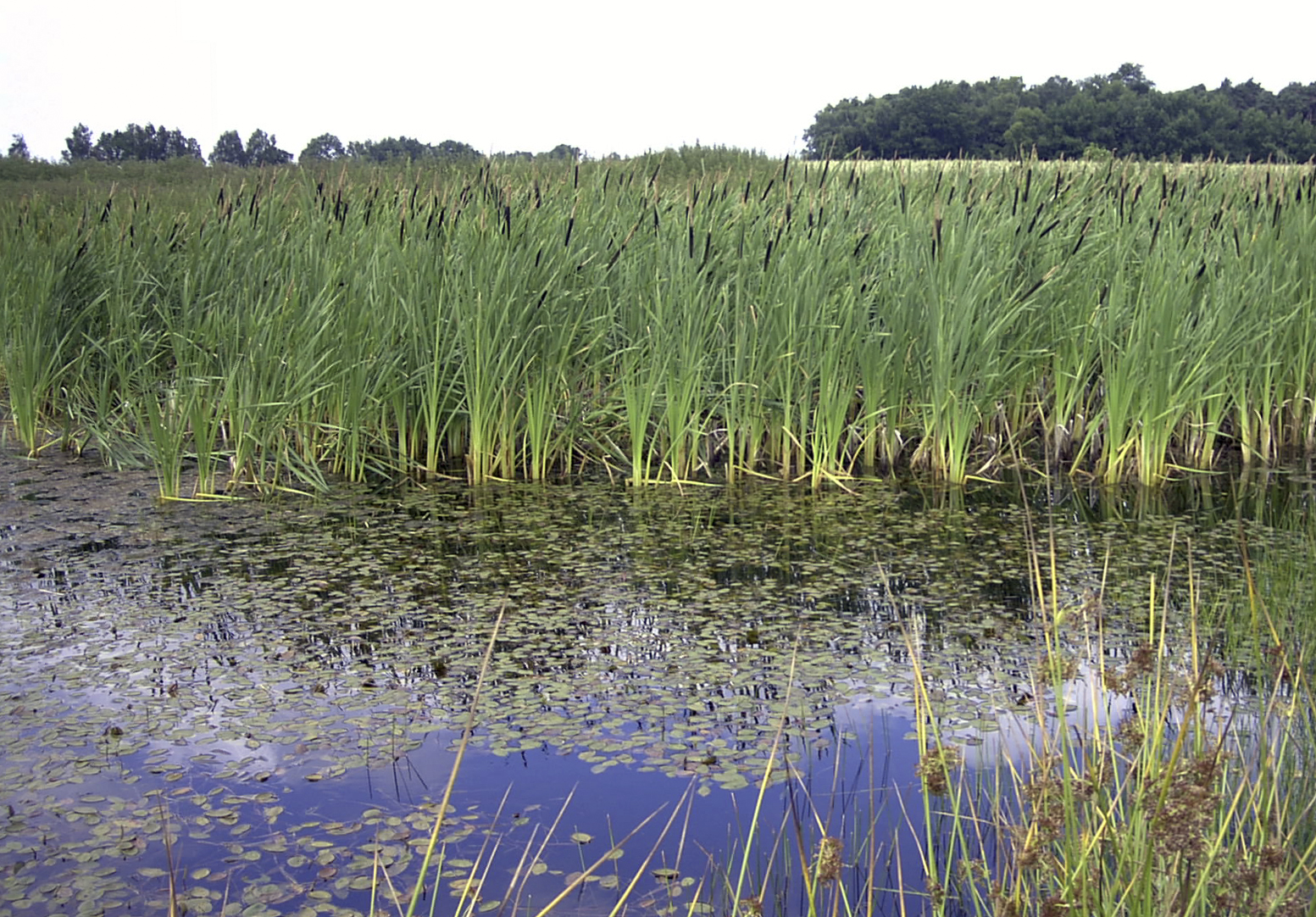
Laichkraut in der Schwimmblattzone vor dem Röhricht mit Rohrkolben

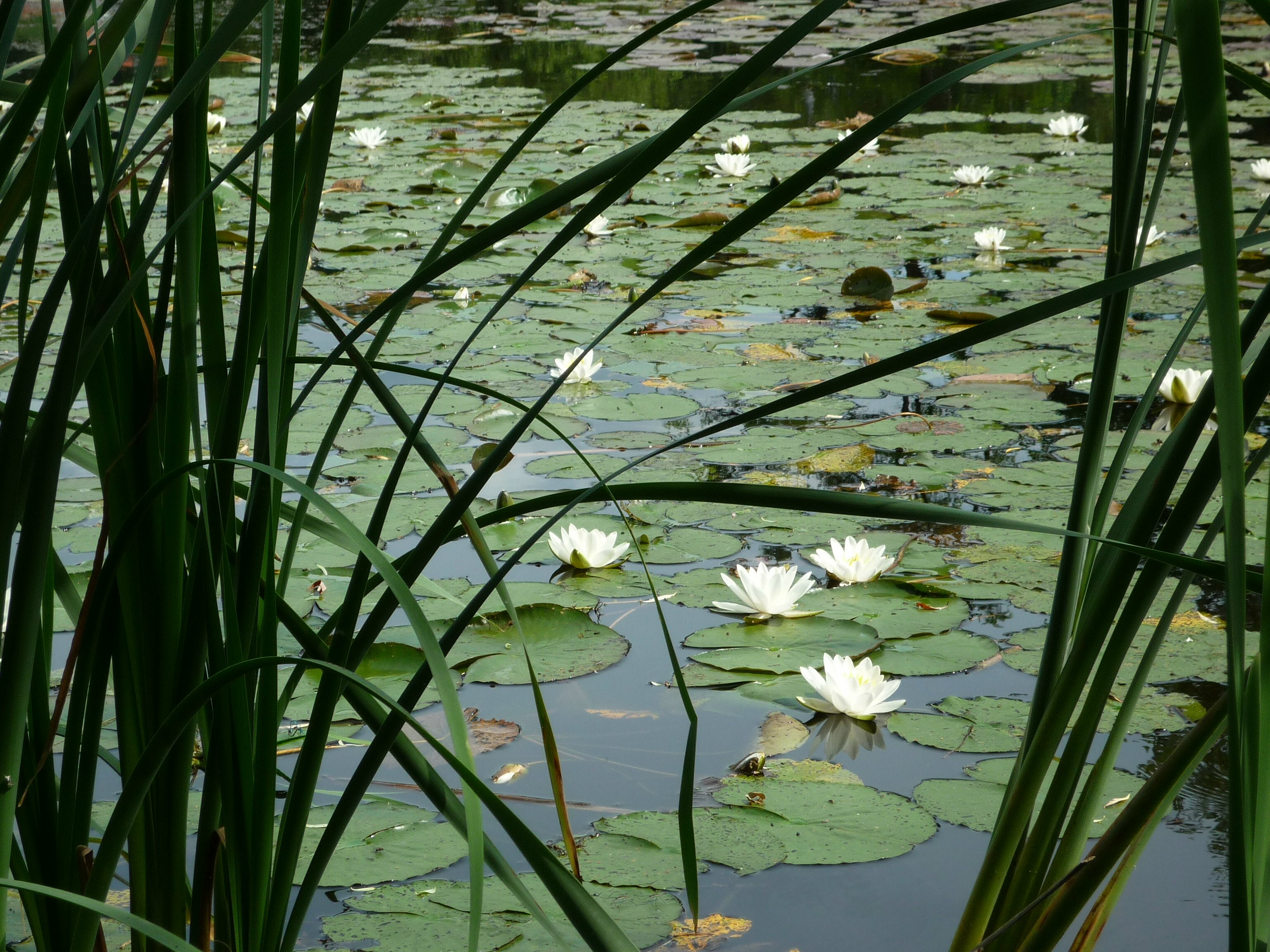
Schwimmblattzone mit der Weißen Seerose

Die Schwimmblattzone zählt zur Verlandungszone eines eutrophen Sees. Sie liegt bei ungestörter Verlandung zwischen Tauchblattzone und Röhricht. Diese Zone wird an eutrophen Seen und langsam fließenden Fließgewässern Mitteleuropas von der pflanzensoziologischen Gruppe (nach Oberdorfer) der Wurzelnden Schwimmblattgesellschaften besiedelt, im pflanzensoziologischen System der Verband Nymphaeion Oberdorfer 1957. Die am häufigsten vorkommende Gesellschaft ist die Tausendblatt-Teichrosen-Gesellschaft, fachsprachlich das Myriophyllo-Nupharetum. Charakterarten der Gesellschaft sind Weiße Seerose und Gelbe Teichrose. Andere typische Arten, die in anderen Assoziationen des Verbands häufiger sind, sind etwa Wasserfeder, Sumpf-Wasserstern, Gewöhnlicher Tannenwedel (in der forma fluitans), Seekanne, Wassernuss, Kleine Teichrose und Schwimmendes Laichkraut. Typische Begleitarten sind zum Beispiel Quirliges Tausendblatt, Ähriges Tausendblatt, Wasserknöterich, Großes Nixenkraut, Gewöhnlicher Wasserschlauch.

## Pflanzenmerkmale
Die Pflanzen der Schwimmblattzone sind im Boden verankert. Die Blätter werden wie bei der Tauchblattzone vom Wasser getragen und betreiben Photosynthese. Sie haben keine Schutzschicht und besitzen auch kein Festigungsgewebe. Die Blätter haben lediglich auf der Oberseite Spaltöffnungen, sodass der Gasaustausch über die Atmosphäre geht.
Bei den untergetauchten (submersen) Pflanzen sind die Blätter fein zerschlitzt und erleichtern so die direkte Mineralstoffaufnahme aus dem Wasser.